# 請求書
請求書（せいきゅうしょ）とは、何らかの行為を求めていることを相手に通知するために発行する文書。証憑書類の一種である。英語表記では"bill"（"Billing Statement"）、"invoice"がある。

## 概要
主に金銭の支払い・行政手続きの執行などを請求するときに発行される。

### 目的
- 請求の義務があること・要求していることを明示する
- 請求の期限が近づいていることを知らせる
- 請求の期限が過ぎたことを知らせる（本来は督促と呼ぶ）

### 主に掲載される項目
宛先請求する相手を書く。
発行日その請求書を発行した日付を書く。年度○月○日を書く。
請求者請求書の発行元の名前・連絡先を書く。
タイトル請求書の文書としてのタイトル。「○月○日分御請求書」など。
内容
請求する内容を明記する。 企業間の取引の場合には、冒頭に挨拶なども書く。
以下、金銭支払い請求の場合の例
- 日付（代金を請求する商品の購入日）
- 項目
- 単位
- 単価
- 数量
- 合計額
- 備考
- 振込先
- 請求日…請求書を起票した日付
- 請求番号
- 期限
  - 支払い・手続きなどを行ってもらう期日を書く。期日を過ぎた場合の対処などについても付記する。

### 法律上の扱いにおける注意点
- 民法では、債権の時効に関して次のように決められている。
  - 請求書を送ることによって時効の中断を成立させることはできない。
  - 時効の中断を成立させるためには催告（請求書等）が債務者に届いていることが必要であり、そのことを立証できなければならないので配達証明付きの内容証明郵便にしておくことが望ましい。
- 税法においても、次のような保存規定がある。
  - 法人税法上の保存期間は7年とする（例外として、9年又は10年）。[1]
  - 所得税法上の保存期間は5年とする（例外として、7年）。[2]
  - 消費税法上の仕入税額控除を受ける場合には、2023年10月1日以後は、原則として「適格請求書（インボイス）」等を7年間保存することが定められている。[3]

## 一般的な使用ケース
- 代金の支払いより先に商品を届けた・サービスを行ったなどの場合
- 裁判で賠償金・金銭の返還などを請求する場合
- 特許申請における審査請求及び審判請求
  - 審判請求書および審判の手続を参照
- 代金の支払いが確認できていない場合